# عبد الله بن محسن العطاس
عبد الله بن محسن العطاس (1265 - 1351 هـ) شيخ ومرشد ديني من حضرموت. هاجر إلى جزر الهند الشرقية وعكف على إرشاد الضالين والدعوة إلى رب العالمين مع عناية شديدة بمنهج السلف ومتابعة طريقتهم والسير على خطاهم. وهو شخصية معروفة على نطاق واسع من قبل جميع الأوساط العامة والخاصة في جاوة، وقد أصبح طلابه من العلماء الكبار والمعروفين في مناطقهم.

## نسبه
عبد الله بن محسن بن محمد بن عبد الله بن محمد بن محسن بن حسين بن عمر بن عبد الرحمن العطاس بن عقيل بن سالم بن عبد الله بن عبد الرحمن بن عبد الله بن عبد الرحمن السقاف بن محمد مولى الدويلة بن علي بن علوي الغيور بن الفقيه المقدم محمد بن علي بن محمد صاحب مرباط بن علي خالع قسم بن علوي بن محمد بن علوي بن عبيد الله بن أحمد المهاجر بن عيسى بن محمد النقيب بن علي العريضي بن جعفر الصادق بن محمد الباقر بن علي زين العابدين بن الحسين السبط بن الإمام علي بن أبي طالب، والإمام علي زوج فاطمة بنت محمد ﷺ.
فهو الحفيد 34 لرسول الله محمد ﷺ في سلسلة نسبه.

## مولده ونشأته
ولد ببلد حورة من قرى الكسر بوادي العين في حضرموت يوم الثلاثاء الثالث والعشرين من شهر جمادى الأولى سنة 1265 هـ. نشأ تحت تربية أبيه وعناية باريه، وقرأ القرآن بسعي مقرون بالنجاح على المعلم عمر بن فرج بن سباح. وبعد ختم القرآن زار به والده جملة من الأعيان تلقى عنهم علوم الإسلام والإيمان. ثم خرج زائرا إلى بلدة تريم، واستمد من أهلها، ودار على غالب الجهات الحضرمية لزيارة من بها من السادة العلوية وغيرهم من المشايخ والصوفية.

## شيوخه
أصحبه والده معه إلى عمد ودوعن طائفا به على الأئمة والمشايخ الكبار، وصار دائم التردد إلى دوعن وحريضة والمشهد بصفة طالب علم، وممن أخذ عنهم:
- أبو بكر بن عبد الله العطاس
- صالح بن عبد الله العطاس
- عبد الله بن علوي العيدروس
- أحمد بن محمد المحضار
- أحمد بن محمد الحبشي
- أحمد بن عبد الله البار
- أحمد بن محمد بن حمزة العطاس
- محمد بن عبد الله باسودان

## تلاميذه
ومن الذين انتسبوا إلى تلمذته:
- عبد الله بن طاهر بن عبد الله الحداد
- محمد بن طاهر بن عمر الحداد
- علوي بن محمد بن طاهر الحداد
- محمد بن أحمد المحضار
- علي بن عبد الرحمن الحبشي
- أحمد بن محسن الهدار
- علوي بن سقاف السقاف
- علي بن عبد القادر العيدروس
- علوي بن طاهر الحداد
- طاهر بن علي الجفري
- عبد الله بن أبي بكر الحبشي
- حسن بن محمد بارجاء

## هجرته
في عام 1282 هـ حج حجة الإسلام، وأخرى سنة 1283 هـ، وتوجه بعد حجته الثانية إلى الجهة الجاوية في جنوب شرق آسيا، وكانت إقامته بمدينة بتاوي، جاكرتا الآن، وأقام بها بضع سنين، وفي أثنائها كان يتردد على السيد أحمد بن محمد بن حمزة العطاس متتلمذا. وكان يذهب إلى باكلنقان لغرض الاتجار، حتى قضت الأقدار دخوله الحبس، وازدحم الناس على زيارته حتى صار السجن كالبيت المحجوج، فتعجب من ذلك رؤساء السجن وجميع حراسه، ورفعوا الأمر إلى الحاكم العام، وأخبروه بما على باب السجن من الزحام، فأمر الحاكم بإخراجه، فأبى عبد الله بن محسن من الخروج قبل أن يكمل العدد، ومكث في السجن بضع سنين. ثم تحول من سكنى بتاوي إلى سكنى مدينة بوقور، وتجرد لحياة العلم والتصوف والاشتغال بالطاعات، وبرز شيخا من شيوخ الزمان.

## من مآثره
له مسجد في مدينة بوقور يسمى بمسجد النور تم بناؤه سنة 1318 هـ. ومن موروثاته العلمية مجموع كلامه الذي جمعه الشيخ عبد الرحمن بن محمد عرفان بارجاء «النفحات الربانية في المسائل الحقية»، وديوان شعر يمتاز بعذوبة الألفاظ وجزالة المعنى، ومكاتبات بينه وبين أكابر عصره.

### من كلامه
- «الحجاب الذي بين الإنسان وربّه، وبينه وبين الأنبياء والصالحين (النفس)، فمتى أبعدها ارتفع الحجاب بينه وبين الكل، وقصور المشهد يوقع الإنسان في التعب».
- «أماكن الصالحين تكون فيها روحانيتهم فالمكان الذي يدخله الصالح يدخل في حكمه فتتعلق روحانيته به وتنطبع صورته في قلبه».
- «إن عدم ظهور خصوصية أهل البيت بكمالها للناس كلهم من الرحمة بهم؛ لأنها لو ظهرت لوجب عليهم احترامها وتعظيمها كما يليق بها، وهذا مما لا يطيقه معظم الناس، فصار ما يظهر من بشريات أهل البيت حجابا على خصوصياتهم. ومحبة أهل البيت أول ساس في كشف الحجب وتظهر على صاحبها نورا يدله على الصواب، وبغضهم يظهر ضد ذلك».
- «(كل له من اسمه نصيب) أي لكل إنسان نصيب من السر الذي تضمنه اسمه ذلك الاسم إذا تخلق به، فاسم محمد إذا تخلق به الإنسان حصل له ضياء من النور المحمدي، وكل اسم مقابله اسم إلهي حقيقي يكون الاستمداد منه، فإذا قال الإنسان مثلا: يا فلان الصالح أو الولي، حصل المدد من الاسم المقابل لذلك الصالح أو الولي المتخلق بأحد الأسماء».

## وفاته
توفي في بوقور بجاوة الغربية يوم الثلاثاء آخر يوم من ذي الحجة سنة 1351 هـ ودفن في اليوم التالي أول يوم من سنة 1352 هـ في جمع محشود لم تشهد جاوة مثله حتى من الصينيين والإفرنج غربي مسجده الذي بناه بمدينة بوقور، وبنيت عليه قبة عظيمة حديثة الشكل. وله حول سنوي يقام آخر ربوع في شهر ربيع الأول يحضره الجم الغفير من الناس من كافة أنحاء جاوة.

### استشهادات
1. ↑  المشهور، عبد الرحمن بن محمد (1404 هـ). شمس الظهيرة (PDF). جدة، السعودية: عالم المعرفة. ج. الجزء الأول. ص. 250. مؤرشف من الأصل (PDF) في 2 يناير 2020. {{استشهاد بكتاب}}: تحقق من التاريخ في: |تاريخ= (مساعدة)
2. ↑  السقاف، عبد الرحمن بن عبيد الله (1425 هـ). إدام القوت في ذكر بلدان حضرموت. بيروت، لبنان: دار المنهاج. ص. 287. {{استشهاد بكتاب}}: تحقق من التاريخ في: |تاريخ= (مساعدة)
3. ↑  السقاف، عبد الله بن محمد. تاريخ الشعراء الحضرميين. القاهرة، مصر: مطبعة العلوم. ج. الجزء الرابع. ص. 177.

## وصلات خارجية
- Riwayat Habib Empang Bogor dan Karomahnya - Laduni.
- al-Habib Abdullah bin Mukhsin al-Aththas (Empang, Bogor) - Pustaka Pejaten.